# Kotor
 Ovo je glavno značenje pojma Kotor. Za druga značenja pogledajte Kotor (razdvojba).
Kotor (ćirilično: Котор, talijanski: Cattaro) je grad, općina i luka u Crnogorskom primorju, u krajnjem sjevernoistočnom dijelu Bokokotorskoga zaljeva.
Ime grada potječe od srednjovjekovnoga latinskog naziva Catarum, koji se pojavljuje i u oblicima Decadaron, Dekatera, Cathera, Cathara i sl. Arheološki nalazi na području današnjega Kotora upućuju na razmjerno dug život na tom mjestu. Grad je opasan starim, četiri kilometra dugim zidinama kroz koje se u njega ulazi na troja vrata. Od 1979. nalazi se na UNESCO-ovu popisu zaštićene svjetske kulturne baštine. U gradu su pomorski muzej, pomorski fakultet, institut za biologiju mora, kazalište, povijesni arhiv te prehrambena, kemijska i metalna industrija. Cestovno je povezan s Cetinjem, Podgoricom, obalom i zaleđem. 

## Povijest

### Stari i srednji vijek
Kao grčko naselje Kotor je postojao već u III. stoljeću pr. Kr. Početkom V. stoljeća  porušili su ga Goti. Nakon propasti Zapadnoga Rimskog Carstva Boka kotorska s Kotorom pripala je Bizantu. U VII. stoljeću postao je najvažniji grad cijeloga zaljeva, i bitan dio Teme Dalmacije, koja se od kralja Tomislava nalazi pod hrvatskom upravom. U srednjem vijeku Kotor je bio autonomna komuna, koja je imala svoga kneza i tri vijeća, a pripadali su joj još Grbalj, Dobrota, poluotok Vrmac i povremeno drugi dijelovi Boke kotorske. Nikola Akominat (1150-1210) govoreći o Stefanu Nemanji i njegovu djelovanju između 1160. i 1173. god. kaže za njega:  „Ne znajući pravu mjeru, počne osvajati Hrvatsku i sebi prisvajati vlast nad Kotorom”. Do 1185. smjenjivalo se nad Kotorom vrhovništvo Bizanta (dio bizantske Dalmacije) i Duklje. Punu autonomiju uživao je Kotor pod srpskim vladarima Nemanjićima (1186. – 1371.), hrvatsko-ugarskim kraljevima (1371. – 1384.) te banovima i kraljevima Bosne (1384. – 1391.).

### Novi vijek
Nakon kratkoga razdoblja neovisnosti (1391. – 1420.), u kojem se branio od moćnih feudalaca Balšića i Crnojevića, te Kosača, grad se predao Mletačkoj Republici, pod čijom je upravom ostao sve do njezina pada 1797. godine. U početku XIV. stoljeća grad je dobio svoj statut. Bio je značajno trgovačko-prometno čvorište na razmeđi balkanskih zemalja i Sredozemlja te pomorsko uporište s vlastitom trgovačkom mornaricom; u njemu su bili razvijeni obrti, cehovi i bratovštine (isticala se Bokeljska mornarica), imao je svoje škole, bolnice, sirotišta, gostinjce, svoje trgovačke kolonije u susjednim zemljama, a mnogi su se Kotorani istaknuli književnim i znanstvenim radom. Pod vlašću Mletačke Republike Kotor je bio glavni grad tzv. Mletačke Albanije i sjedište izvanrednoga providura. Tijekom mletačko-osmanskih ratova Kotor se utvrdio snažnim obrambenim zidovima pa je postao jedno od venecijanskih središta otpora Osmanlijama. Unatoč tomu, nekoliko je puta stradao zbog višestrukih turskih opsada (1537., 1657.) i potresa (1563., 1667.). Plemena Bjelopavlići i Klimenti 1657. sudjeluju u borbi protiv Turaka i obrani grada Kotora. Protiv mletačke uprave i gradske vlastele pučanstvo je više puta dizalo bune (tri veće u Grblju u prvoj polovici XV. stoljeća, jednu na početku XVI. stoljeća). 

Najšire razmjere dobila je buna koja je oko polovice XV. stoljeća, osim Grbaljske župe, zahvatila još Lušticu, Krtole i Paštroviće. Ugušio ju je 1452. Stefan I. Crnojević, koji je za trajanja bune stupio u mletačku službu. Kotor je nakon prve austrijske vladavine (od 1797.), pa ruske (od 1806.), francuske (1807. – 1813.) i nakon kratkotrajne crnogorske vladavine pod Petrom I. Petrovićem Njegošom, (1814.) ponovno pripao Austriji i postao značajnom ratnom lukom austrougarske ratne mornarice (do 1918.). Nakon I. svjetskoga rata ušao je u sastav Kraljevine SHS, u okviru Zetske banovine. 

U II. svjetskom ratu bio je priključen Italiji (1941. – 1943.), a nakon njezine kapitulacije bio je pod izravnom njemačkom vojnom upravom. Od listopada 1944., odlukom Crnogorskog antifašističkog vijeća narodnog oslobođenja, bio je u sastavu druge Jugoslavije kao dio Crne Gore. Godine 1979. grad je bio oštećen u potresu. Odvajanje od ostatka Dalmacije uzrokovalo je iseljavanje hrvatskoga stanovništva. Istodobno se doseljava crnogorsko stanovništvo iz zaleđa, što je dodatno smanjilo udjel hrvatskog stanovništva, pa je po popisu stanovništva iz 1981. udjel Hrvata u općinskom stanovništvu pao na samo 8,1 %, a 1991. godine bio je 7,2 %.

### Plemićke obitelji
Plemićke obitelji u Kotoru su Bolica i dr.

## Kultura
Gospodarski uspon Kotora od početku XIV. stoljeća omogućio je kulturno uzdizanje grada. Mnogi su se Kotorani školovali u inozemstvu, u starije doba u Italiji (Padova), a kasnije u Beču, Grazu i Pragu, a u gradu su djelovali poznati slikari, graditelji, kipari. Katedrala sv. Tripuna, trobrodna romanička bazilika s kupolom (srušena u XVI. st), bila je sagradena 1166. na mjestu ranije crkve sv. Tripuna (IX. stoljeće). Godine 809. u nju su donesene iz Carigrada svečeve relikvije, pa je on postao zaštitnikom grada. Rozeta i veliki arhivolt nad glavnim ulazom te zvonici podignuti su potkraj XVII. stoljeća. Iz doba romanike očuvano je nekoliko crkava (sv. Luka, 1195.; sv. Marija, tzv. Collegiata, 1221.) i veći broj kuća, s vremenom pregrađivanih, u dijelu grada ispod brda. Rijetke su u cjelini očuvane gotičke i renesansne crkve i palače (cvjetna dekoracija s prijelaza iz gotike u renesansu na palači Bisanti, druga polovica XV. stoljeća). Kotorski su graditelji radili i u susjednim područjima (franjevac Vid iz Kotora sagradio je manastir Dečane, 1335.). U gotici i na prijelazu iz gotike u renesansu kotorski zlatari, poznati i izvan granica svoje domovine, izrađivali su predmete od plemenitih kovina (npr. Tripun Kotoranin radio je 1476. na dvoru Ivana Groznoga u Moskvi). Među najpoznatije predmete zlatarstva ubrajaju se Contarenov križ iz XV. stoljeća i pozlaćena srebrna reljefna pala sv. Tripuna iz 1440. U srednjem vijeku u Kotoru su djelovali tzv. grčki slikari (pictores graeci), među kojima Nikola i Manojlo na početku XIV. stoljeća. Nakon potresa 1667. barok je u Kotoru zastupljen na gotovo svim spomenicima crkvenoga, svjetovnoga i vojnoga graditeljstva: pregradnja gradskih zidina, zvonik Gospe od Zdravlja, palače Pima, Grgurina (danas Pomorski muzej) i Providurova palača, a od javnih spomenika Daudov kip, srušen potkraj 2. svjetskog rata, te satni toranj iz 1602. U XIX. i početkom XX. stoljeća sagrađene su općina, gimnazija, pravoslavna crkva sv. Nikole, koje se nisu uklopile u staru jezgru, a u novije doba Kotor se širi izvan gradskih zidina. U lapidariju su izloženi mnogobrojni ulomci antičkih, srednjovjekovnih, gotičkih i renesansnih kamenih spomenika, a u riznici katedrale čuvaju se vrijedni liturgijski predmeti.
U Kotoru djeluje Hrvatsko građansko društvo Crne Gore – Kotor, koje se bavi izdavanjem knjiga iz područja kulture i povijesti pripadnika hrvatske manjine u Crnoj Gori.

## Muzeji i galerije
- Pomorski muzej u Kotoru
- Galerija solidarnosti u Kotoru

### Barokne palače
Barokne palače Grubonja, Lombardić, Grgurina, Drago, Vrakijen, Pima, Buća, Beskuća, Bizanti i Providurova palača.

### Mediji u Kotoru
Iako nemaju, kao Budvani, lokalnu televiziju, Kotorani su u prigodi svakodnevno slušati vijesti, aktualne glazbene brojeve i ostalo, na valovima dviju radijskih postaja: Radio Kotora i Skala Radija. Radio Kotor se ponosi dugogodišnjom tradicijom (utemeljen 1987. godine) i u neku ruku je amblem grada. Skala Radio, privatni nezavisni radio je s emitiranjem krenuo 2002. godine, i prema anketama najslušaniji je radio u Boki.
U Kotoru izlazi periodično ili stalno i nekoliko tiskanih medija.

## Religija
Zaštitnici Kotora su sveti Tripun (isti dan kad i sveti Vlaho u Dubrovniku) i blažena Ozana Kotorska, inače stanovnica grada Kotora od 1507. godine.

### Crkve i samostani u Kotoru
- katedrala sv. Tripuna
- crkva sv. Petra
- crkva sv. Franje
- crkva sv. Dujma
- crkva sv. Jurja
- crkva sv. Bazilija
- crkva sv. Križa
- crkva sv. Katarine
- crkva sv. Trojstva
- crkva sv. Marije
- crkva sv. Sebastijana
- crkva Gospe Snježne (Gospe od snijega, Koleđata)
- crkva Gospe od Zdravlja
- crkva Velike Gospe
- crkva sv. Mihovila
- crkva sv. Vincencija
- crkva sv. Nikole
- crkva sv. Luke

## Stanovništvo
Po posljednjem službenom popisu stanovništva iz 2011. godine, općina Kotor imala je 22.601 stanovnika, raspoređenih u 56 naseljenih mjesta.
Crnogorci su relativna većina u Kotoru. Njihova zastupljenost je na popisu 2003. od 10.741 (46,80 %), a na popisu 2011. porasla je na 11.047 (48,88 %).

Nacionalni sastav:
- Crnogorci – 11.047 (48,88 %)
- Srbi – 6910 (30,57 %)
- Hrvati – 1553 (6,87 %)
- nacionalno neopredijeljeni – 1946 (8,61 %)
- ostali – 1145 (5,06 %), itd.[13]

Vjerski sastav (po popisu 2003.):
- pravoslavci – 17.634 (78,02 %)
- katolici – 2658 (11,76 %)
- ostali – 237 (1,05 %)
- neopredijeljeni – 1068 (4,73 %)
- ne vjeruju – 459 (2,03 %), itd.

## Naseljena mjesta
Bigova, 
Bratešići, 
Bunovići, 
Čavori, 
Dobrota, 
Donji Morinj, 
Donji Orahovac, 
Donji Stoliv, 
Dragalj, 
Dražin Vrt, 
Dub,  
Glavati, 
Glavatičići, 
Gornji Morinj, 
Gornji Orahovac, 
Gornji Stoliv, 
Gorovići, 
Han, 
Kavač, 
Knežlaz, 
Kolužunj, 
Kovači, 
Kostanjica, 
Kotor, 
Krimovica, 
Kubasi, 
Lastva Grbaljska, 
Ledenice, 
Lipci, 
Lješevići, 
Mali Zalazi, 
Malov Do, 
Mirac, 
Muo, 
Nalježići, 
Pelinovo, 
Perast, 
Pištet, 
Pobrđe, 
Prijeradi, 
Prčanj, 
Radanovići, 
Risan, 
Strp, 
Sutvara, 
Šišići, 
Škaljari, 
Špiljari, 
Trešnjica, 
Ukropci, 
Unijerina, 
Veliki Zalazi, 
Višnjeva, 
Vranovići, 
Zagora, 
Zvečava

## Nacionalni sastav po naseljenim mjestima, 2003.
Relativna etnička većina:
| Nacionalni sastav stanovništva općine Kotor, po naseljenim mjestima, prema popisu iz 2003. |        |                  |                |               |                 |               |
| naseljeno mjesto                                                                           | ukupno | Crnogorci        | Srbi           | Hrvati        | neopredijeljeni | ostali        |
| Bigova                                                                                     | 114    | 8                | 97             | 2             | 3               | 4             |
| Bratešići                                                                                  | 52     | 11               | 30             | 1             | –               | 10            |
| Bunovići                                                                                   | 1      | –                | 1              | –             | –               | –             |
| Čavori                                                                                     | 2      | 2                | –              | –             | –               | –             |
| Dobrota                                                                                    | 8169   | 4428             | 2067           | 535           | 801             | 338           |
| Donji Morinj                                                                               | 261    | 68               | 161            | 11            | 7               | 14            |
| Donji Orahovac                                                                             | 257    | 104              | 124            | 7             | 17              | 5             |
| Donji Stoliv                                                                               | 336    | 95               | 84             | 54            | 70              | 33            |
| Dragalj                                                                                    | 32     | 1                | 31             | –             | –               | –             |
| Dražin Vrt                                                                                 | 59     | 35               | 23             | –             | –               | 1             |
| Dub                                                                                        | 248    | 52               | 160            | 5             | 23              | 8             |
| Glavati                                                                                    | 160    | 51               | 79             | 1             | 29              | –             |
| Glavatičići                                                                                | 69     | 2                | 67             | –             | –               | –             |
| Gornji Morinj                                                                              | 16     | 4                | 11             | –             | 1               | –             |
| Gornji Orahovac                                                                            | 36     | 4                | 28             | –             | 4               | –             |
| Gornji Stoliv                                                                              | 10     | 10               | –              | –             | –               | –             |
| Gorovići                                                                                   | 44     | 14               | 30             | –             | –               | –             |
| Han                                                                                        | 60     | 3                | 54             | –             | 1               | 2             |
| Kavač                                                                                      | 443    | 168              | 90             | 111           | 44              | 30            |
| Knežlaz                                                                                    | 26     | 11               | 15             | –             | –               | –             |
| Kovači                                                                                     | 81     | 26               | 48             | –             | 6               | 1             |
| Kolužunj                                                                                   | 7      | 5                | –              | –             | 2               | –             |
| Kostanjica                                                                                 | 127    | 49               | 34             | 7             | 16              | 21            |
| Kotor                                                                                      | 1331   | 630              | 309            | 116           | 197             | 79            |
| Krimovica                                                                                  | 55     | 4                | 49             | –             | 1               | 1             |
| Kubasi                                                                                     | 24     | –                | 22             | –             | 2               | –             |
| Lastva Grbaljska                                                                           | 428    | 145              | 256            | 1             | 18              | 8             |
| Ledenice                                                                                   | 32     | 14               | 15             | –             | –               | 3             |
| Lipci                                                                                      | 36     | 23               | 8              | 1             | –               | 4             |
| Lješevići                                                                                  | 150    | 12               | 132            | –             | 4               | 2             |
| Mali Zalazi                                                                                | 0      | –                | –              | –             | –               | –             |
| Malov Do                                                                                   | 11     | –                | 11             | –             | –               | –             |
| Mirac                                                                                      | 80     | 73               | 6              | –             | –               | 1             |
| Muo                                                                                        | 677    | 327              | 119            | 137           | 47              | 47            |
| Nalježići                                                                                  | 147    | 43               | 95             | 3             | 5               | 1             |
| Pelinovo                                                                                   | 71     | 4                | 63             | –             | 2               | 2             |
| Perast                                                                                     | 349    | 146              | 101            | 29            | 32              | 41            |
| Pištet                                                                                     | 0      | –                | –              | –             | –               | –             |
| Pobrđe                                                                                     | 119    | 48               | 70             | –             | –               | 1             |
| Prijeradi                                                                                  | 25     | 7                | 14             | –             | 2               | 2             |
| Prčanj                                                                                     | 1244   | 591              | 267            | 186           | 117             | 83            |
| Radanovići                                                                                 | 663    | 110              | 437            | 3             | 83              | 30            |
| Risan                                                                                      | 2083   | 1056             | 613            | 48            | 262             | 104           |
| Strp                                                                                       | 45     | 13               | 2              | 13            | 1               | 16            |
| Sutvara                                                                                    | 325    | 58               | 253            | 1             | 10              | 3             |
| Šišići                                                                                     | 94     | 16               | 67             | –             | 11              | –             |
| Škaljari                                                                                   | 4002   | 2181             | 738            | –             | 315             | 279           |
| Špiljari                                                                                   | 8      | 8                | –              | –             | –               | –             |
| Trešnjica                                                                                  | 0      | –                | –              | –             | –               | –             |
| Ukropci                                                                                    | 2      | 2                | –              | –             | –               | –             |
| Unijerina                                                                                  | 20     | 8                | 11             | –             | 1               | –             |
| Veliki Zalazi                                                                              | 0      | –                | –              | –             | –               | –             |
| Višnjeva                                                                                   | 128    | 40               | 63             | –             | 20              | 5             |
| Vranovići                                                                                  | 133    | 26               | 94             | 1             | 6               | 6             |
| Zagora                                                                                     | 48     | 3                | 40             | –             | 4               | 1             |
| Zvečava                                                                                    | 7      | 4                | 3              | –             | –               | –             |
| ukupno                                                                                     | 22.947 | 10.741 (46,80 %) | 7094 (30,91 %) | 1762 (7,67 %) | 2165 (9,43 %)   | 1185 (5,19 %) |

## Jezici
- srpski – 15.098 (65,8 %)
- crnogorski – 5634 (24,6 %)
- hrvatski – 554 (2,4 %)
- ostali i nepoznato – 1661 (7,2 %)

## Obrazovanje
U Kotoru se nalazi Institut za biologiju mora Univerziteta Crne Gore. Također postoje Pomorski fakultet kao i Fakultet za turizam i hotelijerstvo Univerziteta Crne Gore. Kotor ima studentski dom u Dobroti "Spasić-Mašera".
U srednjoškolski centar koji se nalazi u Dobroti spadaju: gimnazija, medicinska škola, ekonomska škola, nautička i brodomašinska škola.

## Šport
- vaterpolski klubovi Primorac (prvak Europe 2008./09.) i Cattaro
- Nogometni klub Bokelj
- Nogometni klub Jugooceanija[17]
- Nogometni klub Postire[17]
- Košarkaški klub Stars

## Poznate osobe
- Antonije Abramović, poglavar Crnogorske pravoslavne Crkve
- Eugen von Albori, austrijski namjesnik Bosne i Hercegovine
- Rambo Amadeus, crnogorski pjevač
- Ivan Bolica, hrvatski pjesnik
- Nikola Božidarević, hrvatski slikar
- Luka Brajnović, hrvatski književnik i političar
- Draško Brguljan, crnogorski vaterpolist
- Tomislav Crnković, hrvatski nogometaš
- Stefan Čavor, crnogorski rukometaš
- Lovro Dobričević, hrvatski slikar
- Stevan Faddy, crnogorski pjevač
- Radola Gajda, češki vojni zapovjednik i političar
- Vladimir Gojković, crnogorski vaterpolist
- Mlađan Janović, crnogorski vaterpolist
- Nikola Janović, crnogorski vaterpolist
- Predrag Jokić, crnogorski vaterpolist
- Ljubomir Jovanović, srpski političar i povjesničar
- Mladen Kašćelan, crnogorski nogometaš
- Filip Klikovać, crnogorski vaterpolist
- Ozana Kotorska, blaženica
- Gracija Kotorski, blaženik
- Ranko Krivokapić, crnogorski političar
- Dušan Mandić, srbijanski vaterpolist
- Svetozar Marović, predsjednik Srbije i Crne Gore
- Andrija Maurović, hrvatski crtač stripa
- Andrija Paltašić, hrvatski tiskar
- Borka Pavićević, srbijanska aktivistica za ljudska prava, kolumnistica, dramaturginja
- Josip Pečarić, hrvatski matematičar
- Antonio Petrović, crnogorski vaterpolist
- Andrija Popović, crnogorski političar i vaterpolist
- Zdravko Radić, crnogorski vaterpolist
- Goran Stojanović, srpski rukometaš i trener
- Mirko Vičević, crnogorski vaterpolist
- Nenad Vukanić, crnogorski vaterpolist
- Boško Vuksanović, hrvatski vaterpolist
- Predrag Vušović, hrvatski glumac
- Josef Venantius von Wöss, austrijski skladatelj

## Gradovi prijatelji
Kotor je zbratimljen sa sljedećim gradovima :
- Dubrovnik (Hrvatska),
- Split     (Hrvatska),
- Trogir    (Hrvatska),
- Mostar   (Bosna i Hercegovina),
- Segedin (Mađarska),
- Nesebar (Bugarska),
- Campomarino[19] (Italija),
- Venecija (Italija),
- Obidos[20]  (Portugal),
- Subotica (Srbija),
- Santa Barbara, Kalifornija (SAD),
- Xi'an (Kina).

## Također pogledajte
- Boka kotorska
- Kotorska biskupija

## Vanjske poveznice
- Službene stranice općine Kotor  Arhivirana inačica izvorne stranice od 18. veljače 2014. (Wayback Machine)
- Kotor- na engleskom  Arhivirana inačica izvorne stranice od 8. rujna 2006. (Wayback Machine)
- Dubrovnik, Konavle, Boka kotorska-na engleskom